# 179-es busz (Budapest)
A budapesti 179-es jelzésű autóbusz Csepel, Szent Imre tér és a Közvágóhíd között közlekedik, kizárólag munkanapokon. Útvonala többnyire párhuzamos a H7-es HÉV-vel. Az ArrivaBus üzemelteti. Feltáró jellegű járatként a hivatásforgalmat félóránkénti követéssel ellátva, a Csepel-sziget északi csücske mellett a volt Csepel Művek iparvidékét érinti.

## Története
2008. február 11-én a 79-es busz jelzése 179-esre, a 79A busz jelzése pedig 179A-ra módosult. 2008. augusztus 16-án megszűnt a 179A busz, mely csak szombaton közlekedett. 2011. december 5-én bevezették a járaton az első ajtós felszállási rendet.
2018. január 15-étől Csepel felé a Szikratáviró utcában létesített új megállóhelyet érintve közlekedik.
2019. augusztus 12-étől Csepel felé megáll a Szennyvíztisztítónál létesített Wein János út megállónál is.
2021. november 2-án új megálló létesült a vonalon Szabadkikötő, D épületek néven Csepel irányába.
2023. augusztus 21-től a Helyi kikötő út nevű megálló új neve Nemzeti Atlétikai Stadion.

## Járművek
Kezdetben a 79 és 79A viszonylatokat a BKV dél-pesti telephelyén tárolt Ikarus 620, majd később Ikarus 260 típusú autóbuszai szolgálták ki. Az új paraméterkönyv bevezetése óta (2008. augusztus 21.) a viszonylaton 3 db Alfa Localo típusú autóbusz közlekedett, amit a BKV Zrt. egyik alvállakozója, a VT-Transman Kft. állított ki. Később megjelentek újra a BKV Zrt. Ikarus 260-as autóbuszai is, amikről a Dél-pesti autóbuszgarázs gondoskodott. Ez a vegyes kocsikiadás 2010. augusztus 31-ig tartott, ugyanis szeptember 1-jétől az alvállalkozó teljesen átvette a vonalat, így a 260-asok gyakorlatilag Ikarus 263-asokra cserélődtek le, amik szintén az alvállalkozó járművei. Ezt követően 2012-ben újra Ikarus 412-esek jártak a vonalon. Jelenleg az ArrivaBus MAN Lion’s City típusú buszai járnak a vonalon.

## Útvonala
| Csepel, Szent Imre tér felé |
| Közvágóhíd H vá. – Kvassay Jenő út – Weiss Manfréd út – Wein János út – Szikratávíró utca – Weiss Manfréd út – Szállító utca – Weiss Manfréd út – Kossuth Lajos utca – Szent Imre tér – Károli Gáspár utca – II. Rákóczi Ferenc út – Karácsony Sándor utca – Mansfeld Péter utca – Déli utca – Központi út – Színesfém utca – Teller Ede út – Vermes Miklós utca – Kiss János altábornagy utca – Csepel, Szent Imre tér vá. |
| Közvágóhíd felé |
| Csepel, Szent Imre tér vá. – Károli Gáspár utca – Kossuth Lajos utca – Weiss Manfréd út – Szállító utca – Weiss Manfréd út – Kvassay Jenő út – Közvágóhíd H vá. |

## Megállóhelyei
| 0  | Csepel, Szent Imre tér végállomás | 32 | 35, 36, 38, 38A, 71, 138, 148, 151, 152, 159, 238, 278 688, 690                          |
| ∫  | Kiss János altábornagy utca       | 31 | 38, 38A, 71, 138, 152, 159, 238, 278 688, 690                                            |
| ∫  | Szent Imre tér H                  | 30 | 35, 36, 38, 38A, 71, 138, 148, 151, 152, 159, 238, 278 672, 673, 674, 675, 676, 688, 690 |
| ∫  | Színesfém utca                    | 28 |                                                                                          |
| ∫  | Duna-lejáró                       | 26 |                                                                                          |
| ∫  | Csepeli Kórház                    | 24 |                                                                                          |
| ∫  | Déli utca                         | 23 |                                                                                          |
| ∫  | Mansfeld Péter utca               | 22 |                                                                                          |
| ∫  | Karácsony Sándor utca H           | 21 | 36, 38, 38A, 71, 138, 148, 159, 238, 278 672, 673, 674, 675, 676, 688, 690               |
| ∫  | Szent Imre tér H                  | 20 | 35, 36, 38, 38A, 71, 138, 148, 151, 152, 159, 238, 278 672, 673, 674, 675, 676, 688, 690 |
| 1  | Szent Imre tér                    | 18 | 35, 36, 38, 38A, 71, 138, 148, 151, 152, 159, 238, 278 688, 690                          |
| 2  | Kossuth Lajos utca / Ady Endre út | 16 | 35, 36, 148, 151                                                                         |
| 3  | Corvin-csomópont                  | 14 |                                                                                          |
| 5  | Szállító utca                     | ∫  |                                                                                          |
| 7  | Szállító utca 6.                  | ∫  |                                                                                          |
| 8  | Vámhivatal                        | ∫  |                                                                                          |
| 8  | Közterületfenntartó Zrt.          | 12 |                                                                                          |
| ∫  | Vámhivatal                        | 11 |                                                                                          |
| ∫  | Szállító utca 6.                  | 10 |                                                                                          |
| ∫  | Szállító utca                     | 9  |                                                                                          |
| 10 | Szabadkikötő H                    | 7  |                                                                                          |
| ∫  | Szikratávíró utca                 | 5  |                                                                                          |
| ∫  | Szabadkikötő, D épületek          | 4  |                                                                                          |
| ∫  | Wein János út                     | 2  |                                                                                          |
| 12 | Csepeli híd                       | 1  |                                                                                          |
| 13 | Nemzeti Atlétikai Stadion         | 0  |                                                                                          |
| 14 | Közvágóhíd H (Kvassay Jenő út)    | ∫  |                                                                                          |
| 16 | Közvágóhíd H                      | ∫  | 1, 2, 24 54, 55, 223E, 224, 224E, 255E                                                   |
| 18 | Közvágóhíd H végállomás           | 0  | 1, 2, 24 54, 55, 223E, 224, 224E, 255E                                                   |